# Tādsch ad-Dīn as-Subkī
Abū Nasr ʿAbd al-Wahhāb ibn ʿAlī ibn ʿAbd al-Kāfī Tādsch ad-Dīn as-Subkī (arabisch أبو نصر عبد الوهاب بن علي بن عبد الكافي تاج الدين السبكي, DMG Abū Naṣr ʿAbd al-Wahhāb ibn ʿAlī ibn ʿAbd al-Kāfī Tāǧ ad-Dīn as-Subkī; geboren 1327 in Kairo; gestorben 4. Juli 1370 in Damaskus) war ein islamischer Rechtsgelehrter der schafiitischen Schule und Anhänger der aschʿaritischen Theologie, der mehrfach in Damaskus das Amt eines Qādī bekleidet und ein sozialethisches Werk über die verschiedenen Berufe seiner Zeit verfasste, das von hohem kulturgeschichtlichem Wert ist.

## Leben
Tādsch ad-Dīn as-Subkī stammte aus einer bekannten Gelehrtenfamilie und erhielt in Kairo seinen ersten Unterricht. 1338 siedelte er mit seinem Vater nach Damaskus über, wo jener die Position des Oberkadi übernahm. Hier studierte er Hadith und arabische Grammatik bei Dschamāl ad-Dīn al-Mizzī sowie Geschichte und Tradition bei Schams ad-Dīn adh-Dhahabī.
Schon mit jungen Jahren erhielt Tādsch ad-Dīn Professuren an bekannten Rechtshochschulen von Damaskus. 1353 begann er, seinen Vater im Amt des Oberkadis von Damaskus zu vertreten. Nachdem er dieses Amt zwei Jahre lang vertretungsweise versehen hatte, wurde ihm auf Ersuchen seines Vaters im März 1355 dieses Amt offiziell übertragen. Somit erhielt er mit 28 Jahren eines der höchsten Ämter des gesamten Landes. Er behielt dieses Amt mit Unterbrechungen bis zu seinem Tode.
Die Unterbrechungen kamen dadurch zustande, das ihm verschiedene Amtsverfehlungen vorgeworfen wurden. Die ihm gemachten Vorwürfe konnte er in manchen Fällen später entkräften. Als er 1361 zum zweiten Mal von seinem Amt abberufen wurde, tauschte er die Position mit seinem Bruder Bahā' ad-Dīn: der Bruder übernahm sein Richteramt, er selbst ging nach Kairo und übernahm die Position seines Bruders als Rechtslehrer und Prediger an der Ibn-Tulun-Moschee. 1362 wurde Tādsch ad-Dīn wieder in seine alte Position als Oberkadi von Damaskus eingesetzt und erhielt zusätzlich die Position als Prediger an der Umayyaden-Moschee. Im Januar 1368 erlebte er die größtliche Prüfung seines Lebens: unter dem Vorwurf, er habe ihm anvertraute Gelder unterschlagen, wurde er nämlich erneut aus all seinen Ämtern entlassen und diesmal zu 80 Tagen Festungshaft verurteilt. Seine Ämter wurden an seinen Erzrivalen Sirādsch ad-Dīn al-Bulqīnī weitergereicht. Nachdem es Freunden gelungen war, seine Unschuld zu beweisen, wurde er erneut in seine Ämter eingesetzt.
Ein Jahr später wurde Syrien allerdings von einer Pestepidemie heimgesucht, der viele Einwohner des Landes, darunter auch Tādsch ad-Dīn as-Subkī, zum Opfer fielen. Er hielt am Freitag, dem 28. Juni 1370, seine letzte Predigt in der Umayyaden-Moschee, einen Tag später erkrankte er. Am darauffolgenden Dienstag, dem 4. Juli, verstarb er in seinem Landhaus in Nairab in der Nähe von Damaskus. Er wurde im Familiengrab am Fuße des Qāsiyūn-Berges begraben.

## Werke
Carl Brockelmann führt in seiner Geschichte der arabischen Literatur eine Liste mit 24 Werken von Tādsch ad-Dīn as-Subkī auf. Die bekanntesten davon sind:
- Ǧamʿ al-ǧawāmiʿ fī l-uṣūl, Kompendium zu den Usūl al-fiqh
- Manʿ al-mawāniʿ ʿan Ǧamʿ al-ǧawāmiʿ, Widerlegung von 33 Einwendungen, die ein anderer Gelehrte gegen das erstgenannte Werk vorgetragen hatte.
- Ṭabaqāt aš-Šāfiʿīya al-kubrā, Sammelwerk mit Biographien der schafiitischen Gelehrten, die nach zeitlichen „Schichten“ (ṭabaqāt) geordnet sind. Das Werk existiert in drei Rezensionen, von denen die längste (Ṭabaqāt aš-Šāfiʿīya al-kubrā) in der modernen Druckfassung von ʿAbd al-Fattāḥ Muḥammad Ḥulw und Maḥmūd Muḥammad Ṭanāḥī (Digitalisat) zehn Bände umfasst. Das Werk zielte vor allem darauf ab, eine unzertrennliche Verbindung zwischen schafiitischer Rechtsschule und aschʿaritischer Theologie aufzuzeigen.[1]
- Nūnīya, lange Qasīda zum Lobe Abū l-Hasan al-Aschʿarīs und seiner Lehre, die im Anhang die Unterschiede zwischen der aschʿaritischen und der māturiditischen Lehre benennt. Sie ist auch in die Ṭabaqāt aš-Šāfiʿīya al-kubrā aufgenommen worden.[2]
- Al-Ašbāh wa-n-naẓāʾir, Handbuch zu den islamischen Rechtsmaximen. Es wurde von ʿĀdil Aḥmad ʿAbd-al-Mauǧūd in zwei Bänden ediert (Dār al-Kutub al-ʿIlmı̄ya, Beirut, 1991). Online-Version
- Muʿīd an-niʿam wa-mubīd an-niqam („Wiederhersteller der Wohltaten und Vernichter der Strafen“), Traktat, in dem der Verfasser 112 soziale Stände und Berufe vom Kalifen hinab bis zum Bettler behandelt, wobei jeweils die Frage im Vordergrund steht, wie sich die Inhaber dieser Stände und Berufe verhalten müssen, um sich Gottes Wohlgefallen zu erhalten. Das Werk, das wegen seiner Beschreibung von zeitgenössischen Bräuchen und Sitten einen hohen kulturgeschichtlichen Wert besitzt, wurde 1908 von D.W. Myhrman ediert. Oskar Rescher erstellte unter dem Titel „Über die moralischen Pflichten der verschiedenen islamischen Bevölkerungsklassen“ eine leicht gekürzte deutsche Übersetzung, die 1925 in Istanbul veröffentlicht wurde.